# Jacky Flynt
Jacky Flynt (née Jacqueline Figueiredo le 26 avril 1923 à Reims et morte le 4 juillet 2018 à Neuilly-sur-Seine) est une actrice française.

## Biographie
Jacky Flynt rentre à l'Opéra de Paris comme petit rat. Elle en sort rapidement mais reste dans le milieu artistique faisant des passages au Cirque et de la figuration au Casino de Paris, de Varna.
Elle crée La Belle de Cadix avec Luis Mariano en 1945 et commence ensuite une carrière cinématographique, tournant une dizaine de films, dont le premier Madame et son flirt avec Andrex. On citera notamment La Cage aux filles de Maurice Cloche et Les Amants de bras-mort de Marcel Pagliero. Elle avait également enregistré deux 45 tours.
Elle est décédée le 4 juillet 2018.

## Filmographie
- 1944 : Bonsoir mesdames, bonsoir messieurs de Roland Tual - Charlotte
- 1946 : Madame et son flirt de Jean de Marguenat - La danseuse
- 1946 : Jeux de femmes de Maurice Cloche
- 1948 : Le Destin exécrable de Guillemette Babin de Guillaume Radot - Mathilde
- 1949 : La Louve de Guillaume Radot - Pulchérie
- 1949 : La Cage aux filles de Maurice Cloche - Rita
- 1950 : Cartouche, roi de Paris de Guillaume Radot - Vénus, la bohémienne
- 1950 : La porteuse de pain de Maurice Cloche - Amanda
- 1951 : Les Amants de bras-mort de Marcel Pagliero - Maguy